# Jorge Costa (político)

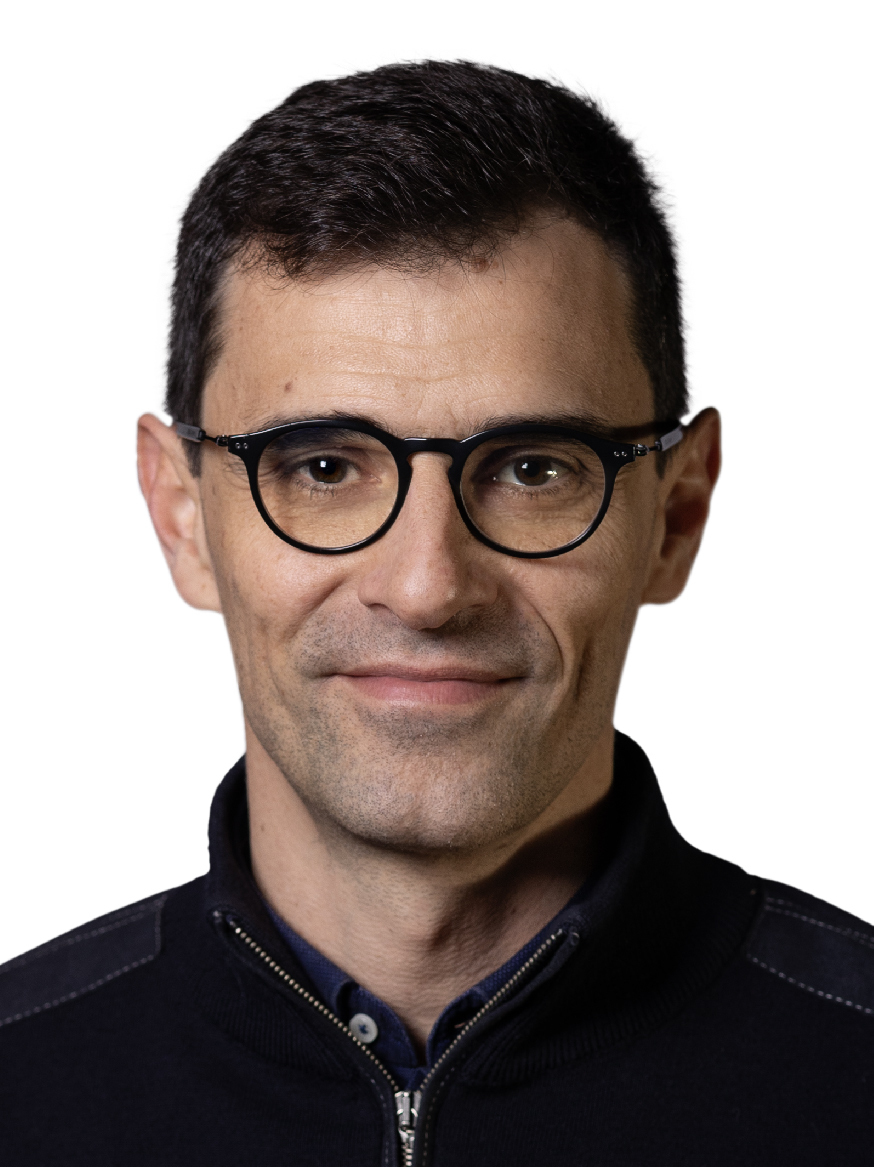

Jorge Duarte Gonçalves da Costa (Lisboa, 19 de outubro de 1975) é um político e dirigente do Bloco de Esquerda.

## Biografia
Foi militante do PSR desde os 15 anos, iniciando a sua actividade política no movimento anti-PGA e na luta contra a primeira guerra do Golfo, em 1991.
No movimento estudantil, foi ativo na luta contra as propinas e a política de Ensino Superior dos governos do PS e PSD.
Licenciou-se em Jornalismo pelo Instituto Superior de Ciências Sociais e Políticas da Universidade Técnica de Lisboa.
Eleito pelo círculo eleitoral de Setúbal, foi deputado da Assembleia da República durante a XI Legislatura (2009-11), e deputado da XIII Legislatura (2015-19), eleito pelo círculo de Lisboa.
Integrou a Comissão de Negócios Estrangeiros e Comunidades Portuguesas e a Comissão de Orçamento e Finanças.
É membro da Mesa Nacional do Bloco de Esquerda desde a sua fundação, e integra também a sua Comissão Política.
Em 2012, o seu documentário baseado no livro Os Donos de Portugal chegou a atingir mais de 400 mil visionamentos na internet.
Foi candidato à Câmara Municipal de Loures em 2013, tendo obtido 3,1% dos votos.
Casado com Belandina Vaz, professora e activista na luta dos professores e dirigente do movimento "Que se Lixe a Troika".

## Obras Publicadas
É co-autor dos seguintes livros:
- Grandes Planos - Oposição estudantil à ditadura (1956-1974), Edições Âncora, 2000 (com Paulo Pena e Gabriela Lourenço).
- A Guerra Infinita, Edições Afrontamento, 2003 (com Francisco Louçã).
- Os Donos de Portugal (Cem anos de poder económico 1910-2010), Edições Afrontamento, 2010 (com Luís Fazenda, Cecília Honório, Francisco Louçã e Fernando Rosas).
- Os Donos Angolanos de Portugal, Edições Bertrand, 2014 (com Francisco Louçã e João Teixeira Lopes).
- Os Burgueses, Edições Bertrand, 2014 (com Francisco Louçã e João Teixeira Lopes).